# آناتولی پیسکووتس
آناتولی پیسکووتس (اوکراینی: Анатолій Павлович Пісковець؛ زادهٔ ۲۷ مارس ۱۹۴۸) بازیکن فوتبال اهل اتحاد جماهیر شوروی سوسیالیستی است.